# Unhinged (película de 2020)
Unhinged es una película de suspenso y acción estadounidense de 2020    dirigida por Derrick Borte, a partir de un guion de Carl Ellsworth . La película está protagonizada por Russell Crowe, Caren Pistorius, Gabriel Bateman, Jimmi Simpson y Austin P. McKenzie . Cuenta la historia de una mujer que es amenazada por un extraño aparentemente enfermo mental, violento y obsesionado con la venganza, luego de un incidente de furia en la carretera en un semáforo, lo que lleva al extraño a apuntar y rastrear a la familia y amigos de la mujer como venganza.
Unhinged fue estrenada en cines por Solstice Studios en Alemania el 16 de julio de 2020 y en los Estados Unidos el 21 de agosto de 2020. La película se destacó por ser el primer estreno en cines en varios meses debido a la pandemia de COVID-19 y recaudó 44 millones de dólares en todo el mundo. Recibió críticas mixtas de los críticos, que elogiaron la actuación de Crowe pero sintieron que la película no aprovechó al máximo su premisa.

## Argumento
Tom Cooper (Russell Crowe) es un hombre mentalmente inestable que se siente impotente e invisible para el mundo. Una noche, irrumpe en la casa de su exesposa y la mata, a ella y a su novio con un martillo, antes de incendiar la casa. Se aleja cuando la casa explota.
Rachel Flynn (Caren Pistorius) es una madre soltera recién divorciada que vive en Nueva Orleans y que lleva a su hijo Kyle (Gabriel Bateman) de 15 años, a la escuela en la hora pico. Como está llegando tarde al trabajo por el tráfico en la carretera principal, trata de acortar tiempo ingresando a una calle lateral, comienza a tocar bocina a una camioneta que no ha pasado el semáforo en verde y finalmente lo rebasa. 
El propietario de la camioneta resulta ser Tom Cooper, quien la persigue y alcanza, pero tras disculparse con ella, le exige que ella se disculpe con él. El intercambio se intensifica cuando Rachel asegura que no tiene nada por qué disculparse. A causa de ello, Tom comienza una persecución contra Rachel, quien intenta escapar por varias calles para finalmente poder dejar a Kyle en la escuela. Pronto Rachel descubre que tanto ella como su entorno íntimo serán blanco del acecho de Tom, un tipo completamente desquiciado.
Rachel se dirige a una gasolinera y deja su carro abierto, sin embargo Tom que la venía persiguiendo, intercambia su teléfono con el de ella aprovechando que Rachel se encontraba comprando en el shop de la gasolinera. Al observar a Tom afuera, Rachel pide ayuda y un cliente la acompaña hasta su coche para enfrentar una situación incómoda con el acosador. Si bien, el hombre obtiene el número de matrícula de Tom, este último lo termina arrollando con su camioneta, retomando su persecución pero en forma cada vez más violenta. 
Más adelante, Rachel al intentar ponerse en contacto con su abogado de divorcio Andy, no encuentra su teléfono celular, descubre que el acosador Tom había revisado su agenda diaria descubriendo fecha, hora y lugar de una nueva reunión. Rachel intenta poner en aviso a su abogado Andy de la situación, pero antes de poder advertirle de la presencia y peligrosidad de Tom, este se aparece en el punto de encuentro donde debía hacerse la cita, una cafetería cercana y termina golpeando, castigando y apuñalando al abogado Andy, molesto porque juntos tratan de perjudicar a su esposo.
Luego de este incidente, Tom va a la casa Fred (Austin McKenzie), el hermano de Rachel, donde mata a su prometida Mary (Julienne Joyner) e incinera a Fred con combustible. En ese mismo instante, la policía llega a la casa y el oficial que interviene logra herir a Tom de un disparo en el hombro, sin embargo logra escapar. Tras este nuevo incidente, Rachel asiste a la escuela de su hijo Kyle con el fin de retirarlo para evitar que Tom lo encuentre, sin embargo Tom vuelve a alcanzarla en la carretera a bordo de una minivan, con la que provoca múltiples destrozos en el camino.
Tom persigue a Rachel hasta la casa de su madre, donde su hijo Kyle se esconde. Tom ataca a Rachel en el camino de entrada y aparentemente la deja inconsciente. Entra en la casa para encontrar a Kyle. Cuando está a punto de caminar de regreso afuera, Kyle hace un ruido, alertándolo. Rachel entra y trata de ayudar a Kyle, pero Tom la golpea, arrastra al dormitorio, comenzando una lucha final mientras se lanzan por toda la habitación. Kyle entra a la habitación para ayudar a su madre y Tom intenta estrangularlo con una cuerda. Rachel toma un par de tijeras y apuñala a Tom en el ojo, antes de patearlo más profundamente en la cuenca del ojo, finalmente matándolo.
Después de aparecer la policía, Rachel y Kyle, descubren que su hermano Fred había sobrevivido al ataque y fue enviado al hospital antes. Después de dar declaraciones a la policía sobre el día locos que han vivido, Rachel y Kyle se van para ir a visitar a Fred. Mientras se alejan, un automóvil cruza ante Rachel y ella casi toca la bocina al conductor, pero decide no hacerlo después de lo que han pasado, a lo que Kyle simplemente responde: "Buena elección".

## Reparto
- Russell Crowe como Tom Cooper
- Caren Pistorius como Rachel Flynn
- Gabriel Bateman como Kyle Flynn
- Jimmi Simpson como Andy
- Austin P. McKenzie como Fred
- Juliene Joyner como Mary
- Stephen Louis Grush como Leo
- Anne Leighton como Deborah Haskell
- Michael Papajohn como Homer
- Lucy Faust como Rosie
- Devyn A. Tyler como Sra. Ayers
- Samantha Beaulieu como Cashier
- Andrew Morgado como Richard Flynn

## Producción
La fotografía principal tuvo lugar en el verano de 2019 en Kenner y Nueva Orleans, Luisiana. La producción se completó en septiembre de 2019.   

## Estreno
Originalmente , Unhinged estaba programado para ser lanzado el 28 de agosto de 2020, antes de retrasarse hasta el 4 de septiembre.   En mayo de 2020, su estreno se adelantó al 1 de julio de 2020, para "probablemente ser el primero en probar las aguas mientras los cines intentan recuperarse " de la pandemia de COVID-19 .  Posteriormente, la fecha se retrasó hasta el 10 de julio, luego el 31 de julio y, el 23 de julio, la película se retrasó nuevamente, esta vez hasta el 21 de agosto de 2020. 
La película comenzó un lanzamiento de video prémium a pedido el 20 de octubre, 61 días después de su estreno en los cines. Normalmente, si los distribuidores ponen una película en VOD antes del plazo de 75 días, los cines dejarán de proyectarla; sin embargo, dada la pandemia, los expositores consideran que "sigue siendo una adición bienvenida a un calendario de lanzamiento limitado". 
La película comenzó su estreno internacional el 16 de julio en Alemania y luego el 31 de julio en el Reino Unido, Europa, Australia, Asia y América Latina. La película fue estrenada en Ecuador el 6 de agosto  2020 y por VVS Films en Canadá el 14 de agosto de 2020 

### Medios domésticos
Unhinged se lanzó en Blu-ray 4K en Alemania el 27 de noviembre de 2020  y en Blu-ray y DVD en el Reino Unido el 23 de noviembre de 2020.  

## Recepción

### Taquillas
Unhinged recaudó 20,8 millones de dólares en Estados Unidos y Canadá, y 23,5 millones de dólares en otros territorios, para un total mundial de 44,3 millones de dólares. 
En su primer fin de semana en Canadá, la película recaudó 601.032 dólares en 299 salas.  Proyectada tanto en los Estados Unidos como en Canadá el fin de semana siguiente, la película recaudó 1,4 millones de dólares en 1.823 salas en su primer día y debutó con 4 millones de dólares durante el fin de semana; El 71% de la audiencia tenía más de 25 años y el 56% eran hombres. Fue la primera película con una recaudación de fin de semana de más de $ 1 millón desde Onward en marzo y, a pesar de que las cadenas de cines reabrieron algunas ubicaciones, los cinco lugares con mayor recaudación fueron todos autocines . Deadline Hollywood señaló que el aumento en la venta de entradas del viernes al sábado era probablemente una indicación del interés de la audiencia en el futuro, mientras que The Hollywood Reporter calificó el debut de la película como una victoria y dijo que los ejecutivos del estudio estaban "complacidos con los resultados".   Proyectada en 2.331 salas el fin de semana siguiente, la película recaudó 2,8 millones de dólares (una caída del 35%), quedando en segundo lugar detrás del recién llegado The New Mutants .  En su tercer, cuarto y quinto fin de semana de estreno en Estados Unidos, la película recaudó 1,7 millones de dólares, 1,5 millones de dólares y 1,3 millones de dólares, respectivamente, y los autocines siguieron siendo sus principales lugares.   
Unhinged recaudó 251.849 dólares en 380 salas en su debut alemán, ligeramente por debajo de las expectativas pero terminando en primer lugar.  En su segundo fin de semana, la película recaudó 201.655 dólares en 438 salas para un total de 530.572 dólares en 12 días en el país.  En su debut en el Reino Unido, recaudó 230.000 dólares (174.901 libras esterlinas) en 250 salas, convirtiéndose en la primera película en recaudar más de 100.000 libras esterlinas en el país desde su reapertura.  En su tercera semana de estreno, a partir del 7 de agosto, Unhinged era la película más popular en seis de aproximadamente 50 países y tenía una recaudación internacional acumulada de 5,41 millones de dólares. Sus principales mercados en ese momento eran Australia (1,24 millones de dólares brutos totales), Alemania (877.000 dólares), los Países Bajos (597.000 dólares), el Reino Unido (575.000 dólares), Nueva Zelanda (193.000 dólares) y Rusia (124.000 dólares).  Continuó ocupando el primer puesto en el Reino Unido y Australia el fin de semana siguiente, con un total acumulado global de 7,7 millones de dólares. 

### respuesta crítica
En el agregador de reseñas Rotten Tomatoes, Unhinged tiene un índice de aprobación del 48% basado en 203 reseñas, con una puntuación promedio de 5.3/10 . El consenso de los críticos del sitio web dice: "Russell Crowe es un villano que se puede observar compulsivamente, pero Unhinged carece de suficiente inteligencia o profundidad para sacar suficiente provecho de su pulposa premisa".  En Metacritic, la película tiene una puntuación promedio ponderada de 40 sobre 100, basada en 36 críticas, lo que indica "críticas mixtas o promedio". 
Guy Lodge de Variety dijo que la película "ofrece exactamente la desagradable emoción de una película B que esperas" y escribió: "La matanza es el punto aquí, no el razonamiento detrás de ella, y Borte y Crowe lo llevan a un tono adecuadamente espumoso. cabeza furiosa."  Escribiendo para CTV News, Richard Crouse le dio a la película dos estrellas y especificó: " Unhinged se distingue por mantener el pedal a fondo sin proporcionar nada nuevo en cuanto a emociones. Como estudio de un hombre castrado que busca venganza, trae "Me acuerdo de Falling Down, la comedia negra de Michael Douglas de 1993, excepto que Unhinged es todo oscuridad y nada de comedia". 
Al escribir para IndieWire, Kaleem Aftab le dio a la película una "D" y dijo: "Para una película que depende tanto del teléfono, probablemente no sea una sorpresa que Crowe marque su actuación. Vestido corpulento, Crowe es todo muecas y ceños fruncidos". disgusto por todo lo que lo rodea. Su única nota emocional es ENOJADO, lo que resulta en una parodia de sus propias actuaciones. Es Crowe a toda marcha, y es horrible". 